# Giorgio Venturini
Giorgio Venturini, també conegut amb el pseudònim de Giorgio Rivalta (1906 – Roma, 15 de març de 1984), va ser un guionista, director i productor de cinema italià.
Director del Teatro Sperimentale dei Guf de Florència, fou responsable, amb Fernando Mezzasoma, de la posada en escena dels nous estudis de cinema de la República Social Italiana després del 8 de setembre de 1943, als jardins de la Biennal de Venècia.
Després de la Segona Guerra Mundial va produir vora de 30 pel·lícules, entre elles L'ultima cena dr Luigi Giachino, Gente così de Fernando Cerchio i diverses pel·lícules de Vittorio Cottafavi.
Com a director ha utilitzat el pseudònim de Giorgio Rivalta.

## Filmografia

### Director
- Il prigioniero del re (1954)
- I cosacchi (1960)[5]
- La leggenda di Enea (1962)

### Produccions
- Gente così (1948, dirigida per Fernando Cerchio)
- Superstizione (1949, curtmetratge, dirigida per Michelangelo Antonioni)
- L'ultima cena (1949, dirigida per Luigi Giachino)
- I Piombi di Venezia (1953, dirigida per Gian Paolo Callegari)
- Avanzi di galera (1955, dirigida per Vittorio Cottafavi)
- The Widow (1959, dirigida per Lewis Milestone)
- La colonna infame (1972, dirigida per Nelo Risi)
- L'umanoide (1979, dirigida per Aldo Lado)
- Paulo Roberto Cotechiño centravanti di sfondamento (1983, dirigida per Nando Cicero)

## Note
1. ↑  Bayman, Louis (ed.) Directory of World Cinema: Italy. Intellect Books, 2011., pàgina 169
2. ↑  Salvi, Demetrio. Tullio Pinelli - L'intervista ritrovata.  Demetrio Salvi, 1º dicembre 2014. ISBN 978-88-909589-4-6.
3. ↑  Cosulich, Callisto. I film di Alberto Lattuada.  Gremese Editore, 1º gennaio 1985. ISBN 978-88-7605-187-6.
4. ↑   , 14 aprile 2015. ISBN 978-88-520-6264-3.
5. ↑  «I cosacchi». Archivio del Cinema Italiano.